# Rosshaarkissen
Bei Rosshaarkissen wird vorwiegend Rossschweifhaar verwendet (man unterscheidet zwischen Pferdemähnen- und -schwanzhaar). Die langen und drahtigen Haare vom Pferdeschweif werden zu sehr feinen Zöpfen aufgedreht, mit Wasserdampf fixiert und anschließend von Hand aufgezupft. Das Kopfkissen ist elastisch, federnd und anpassungsfähig. Durch die starke Kräuselung bleibt es gut luftdurchlässig und eventuelle Wärmestaus werden vermieden. Es eignet sich für Menschen, die stark schwitzen oder eine flexible, aber unterstützende Kopfauflage bevorzugen.
Das Rossschweifhaar wird in verschiedenen Bezugsvarianten angeboten. Die bevorzugte Bezugsvariante wird aber mit einem gewebten Baumwollstoff (Batist, Perkal, Maco-Satin) sein, der mit Schafschurwolle untersteppt und mit einem Reißverschluss versehen ist. Durch die unter dem Bezugsstoff abgesteppte Schafschurwolle wird ein Durchstechen einzelner Rossschweifhaarspitzen verhindert. Wer eine waschbare Version bevorzugt, für den gibt es dann die Bezugsvariante mit abgesteppter Baumwolle oder Baumwolle/Leinen- oder Baumwolle/Kapok-Mischung.
Je nach Füllmenge kann es flach oder voluminös ausgestattet werden. Die Füllung sollte von Zeit zu Zeit herausgenommen und aufgelockert werden. Ein kräftiges Sonnenbad – also in die Sonne auslegen – ist in dem Zuge auch ratsam.